# Литка (селище)
Ли́тка (рос. Лытка) — селище у складі Афанасьєвського району Кіровської області, Росія. Адміністративний центр Литкинського сільського поселення.
Населення становить 494 особи (2010, 824 у 2002).
Національний склад станом на 2002 рік — росіяни 96 %.